# لونت کیرجا
زکی لونت کیرجا (ترکی استانبولی: Zeki Levent Kırca; ۲۸ سپتامبر ۱۹۴۸ – ۱۲ اکتبر ۲۰۱۵) کمدین، بازیگر، ستون‌نویس و سیاستمدار اهل ترکیه بود.